# Riwallon I de Dol
Riwallon I de Dol, de mal nom Capra Canuta (Cabra vella), nascut el 1015 i mort el 1065, fou senyor de Combourg i advocat del bisbat de Dol com a signifer sancti Samsonis (porte-ensenya de Sant Samsó). Era fill del vescomte Hamon I d'Aleth i de la seva esposa Roiantelina filla de Riwall.
Riwallon, vassall del duc Conan II de Bretanya, va entrar en rebel·lió contra el seu sobirà i va demanar ajut al duc de Normandia Guillem el Conqueridor per sostenir la lluita. Conan fou derrotat el 1064 però Guillem no va aprofitar la situació i no va seguir avançant per Bretanya. Guillem en tot cas va trobar aviat un altre objectiu, la conquesta normanda d'Anglaterra.
Riwallon es va casar amb Aremburga del Puiset, filla de Gelduí vescomte de Chartres; van tenir:
- Guillem, abat de Saint-Florent de 1070 a 1118;
- Joan I de Dol, senyor de Combourg i arquebisbe de Dol de 1081 a 1092;
- Gelduí, arquebisbe electe de Dol, mort vers 1077;
- Havoisa, esposa d'Alvus vescomte de Poher;
- Geoffroi.